# Mike Matusow
Michael Matusow (né le 30 avril 1968 à Los Angeles (Californie) est un joueur professionnel américain de poker, résidant à Henderson, Nevada. Le surnom de Matusow : « The Mouth » (« La bouche ») reflète sa réputation de provocateur et de parleur à une table de poker.
Matusow a commencé à jouer au poker sérieusement vers le début des années 1990, d'abord en travaillant comme croupier, puis comme joueur professionnel.
Il a remporté trois bracelets aux World Series of Poker, et a remporté le World Series of Poker Tournament of Champions 2005.

## World Series of Poker

### Bracelets aux World Series of Poker
| Année | Évènement                              | Prize Money |
| ----- | -------------------------------------- | ----------- |
| 1999  | 3 500 $ No Limit Hold 'em              | 265 475 $   |
| 2002  | 5 000 $ Omaha Hi-Low Split 8 or Better | 148 520 $   |
| 2008  | 5 000 $ No Limit 2-7 Draw w/Rebuys     | 537 862 $   |

## Autres évènements de poker
---Vainqueur du tournoi des Légendes du WSOP 2005 >> 1 000 000 $.(Table finale >> Matusow, Hellmuth, Negreanu,...)---
---9e au Main event cette même année >>> 1 000 000 $---
Ses gains en tournoi sont supérieurs à 8 000 000 $.